# Thlaspi bulbosum
Thlaspi bulbosum är en korsblommig växtart som beskrevs av Wilhelm von Spruner och Pierre Edmond Boissier. Thlaspi bulbosum ingår i släktet skärvfrön, och familjen korsblommiga växter. Inga underarter finns listade i Catalogue of Life.